# Paulo Marinho Júnior
Paulo Celso Fonseca Marinho Júnior, mais conhecido como Paulo Marinho Júnior (São Luís, 9 de fevereiro de 1985), é um político brasileiro filiado ao Partido Liberal (PL). Ele foi deputado federal (2012). É o vice-prefeito de Caxias.
É filho dos políticos Paulo Marinho e Márcia Serejo Marinho.

## Carreira política
Em 2010, candidatou-se a deputado federal pelo Partido do Movimento Democrático Brasileiro (PMDB), obtendo uma suplência. Assumiu o cargo em 2012, por três meses.
Em 2014, candidatou-se a deputado federal a reeleição, sem êxito. Apoiou Aécio Neves e Lobão Filho.
Em 2016, foi eleito vice-prefeito de Caxias na chapa encabeçada de Fábio Gentil (PRB), derrotando Léo Coutinho (PSB).
Em 2018 candidatou-se a deputado federal porém com 55.755 votos ficou como suplente.
Em fevereiro de 2020 renunciou a vice-prefeitura de Caxias para assumir como deputado federal.
Em 2020, foi reeleito vice-prefeito de Caxias repetindo a chapa de 2016.